# Julen Múgica Santiago
Julen Múgica Santiago (geboren am 3. September 2003 in Errenteria) ist ein spanischer Handballspieler, der auf der Spielposition Rechtsaußen eingesetzt wird.

## Vereinskarriere
Julen Múgica Santiago spielt bei Handball bei Bidasoa Irun. Er debütierte in der Saison 2021/2022 in der Liga Asobal.
Mit dem Team aus Irun nahm er an europäischen Vereinswettbewerben teil.

## Auswahlmannschaften
Sein erstes Spiel für Spanien absolvierte er am 15. Dezember 2017 gegen die Auswahl Portugals.
Julen Múgica spielte als Jugendnationalspieler Spaniens bei der U-19-Europameisterschaft in Kroatien (2021), bei der er mit dem Team die Bronzemedaille gewann. Er bestritt im Jahr 2021 insgesamt 13 Partien mit Spaniens Jugendauswahl und erzielte darin vier Tore.
Als Juniorennationalspieler Spaniens nahm er an der U-20-Europameisterschaft in Portugal (2022) teil, bei der das Team Europameister wurde. Er stand bis Oktober 2022 bis Juni 2023 in 32 Spielen im Aufgebot der Junioren und erzielte dabei 54 Tore.